# Ji Bowen
Ji Bowen (n. 22 februarie 2002) este un canoist ce a reprezentat Republica Populară Chineză, medaliat olimpic. A participat la o ediție a Jocurilor Olimpice (2024) în care a câștigat o medalie de aur.